# Гражданска война в България (1257 – 1263)
Гражданска война в България от 1257 до 1261 година е военен конфликт в българското царство между сваления цар Мицо Асен и Константин I Тих Асен. Други лица, взели активно участие, са Калиман II Асен и Ростислав Михайлович.

## Предистория
През 1241 умира българският цар Иван Асен II (1218 – 1241). След това се възкачва малолетният цар Калиман I Асен. Неговото управление се свързва с голяма татаро-монголска атака на българските земи, след която българите са задължени да плащат ежегоден данък на татарите. В резултат на силните вътрешни вълнения, породени от преминаването на България от хегемон на Балканите до второстепенна държава, Калиман I е свален и на трона е поставен друг син на Иван Асен II – Михаил II Асен, също малолетен. Неговата майка – Ирина Комнина води регентството на страната в периода от възкачването на сина ѝ през 1246 до 1254, но има голямо влияние и през самостоятелното управление на Михаил Асен (1254 – 1256). Регентството на Комнината като цяло се отразява негативно на България – през 1255 Никейската империя нахлува в отслабената България и в резултат на Регинския мир откъсва големи територии от нея.
Опитът на Михаил II да отвърне на удара на император Йоан III Дука Ватаци се проваля; неговият наследник – Теодор II Ласкарис влиза изненадващо в българския лагер в Родопите и това всява смут сред войниците. Те започват да бягат начело със самия цар „у дома“, след което България губи силната крепост Боруй /Стара Загора/ и Скопската област.
След това Михаил Асен е убит и цар става неговият братовчед – Калиман II Асен. Последният е убит след едномесечно управление и започва спор около търновския трон. В крайна сметка болярите избират за цар болярина Мицо, който приема името Асен (той е част от Асеневци, тъй като съпругата му Мария Асенина е дъщеря на Иван Асен II).
Мицо Асен обаче се оказва слаб владетел. Той бързо губи уважението на аристократите и около него започват да се плетат заговори. В резултат на това Константин Асен, който се сродява с Асеневци, потегля начело на войска към Търново, а предупреденият за свалянето си Мицо Асен бяга от столицата си и се укрепва във Велики Преслав, с всички царски инсигнии.

## Военни действия

### 1257 – 1258/59 – надмощието на Мицо Асен
След коронацията на Константин Асен в Търново, сваленият владетел Мицо започва с верните нему войски гражданска война с Константин. Армията на новия търновски цар претърпява няколко поражения от Мицо, който се е укрепил в Източна България, която все още имала сериозен икономически и военен потенциал. Търновските войски изглежда търпят поражения, защото се знае, че Константин Асен търси помощта на ромейския гарнизон в крепостта Станимака (Асеновград). Добрият развой на вътрешната война, може би вдъхвала нови надежди на Мицо Асен за реабилитиране на трона в Търновград и отстраняване на узурпатора Константин Асен.

### 1260 – 1261 – победата на Константин Асен
В крайна сметка Константин Асен успява да дислоцира повече войски във войната, по този начин избутвайки войската на Мицо Асен навътре в Източна България. Мицо губи множество силни крепости, сред които и Велики Преслав. Постепенно бившият цар е изтласкан в последната си крепост Месемврия и нейните околни укрепления. Той все още крои планове за крайна победа във войната, докато Константин Тих не сключва договор с Никея. Това окончателно съсипва Мицо Асен. На следващата година (1261) той предава последните си територии на Михаил VIII Палеолог, в замяна на политическо убежище и имение в земите на Троя.